# Тютьково (Дмитровский городской округ)
Тютьково — деревня в Дмитровском районе Московской области, в составе сельского поселения Синьковское. Население — 1 чел. (2010). До 2006 года Тютьково входило в состав Кульпинского сельского округа.

## Расположение
Деревня расположена в западной части района, примерно в 18 км к западу от Дмитрова, у одного из истоков речки Бунятка (приток Яхромы), высота центра над уровнем моря 200 м. Ближайшие населённые пункты — Подсосенье на юго-востоке, Мотовилово на юго-западе и Ащерино на севере.

## Население
| 2002 | 2006 | 2010 |
| ---- | ---- | ---- |
| 0    | →0   | ↗1   |